# Tempestade tropical Allison (2001)
A tempestade tropical Allison foi uma tempestade tropical que devastou o sudeste do Texas em junho da temporada de furacões no oceano Atlântico de 2001. Um exemplo discutível do "efeito oceano marrom", Allison durou muito tempo durante uma tempestade de junho, permanecendo tropical ou subtropical por 16 dias, a maioria dos quais quando a tempestade atingiu a terra, despejando chuvas torrenciais. A tempestade se desenvolveu a partir de uma onda tropical no norte do Golfo do México em 4 de junho de 2001 e atingiu a costa superior do Texas logo em seguida. Ele derivou para o norte através do estado, voltou para o sul e voltou a entrar no Golfo do México. A tempestade continuou na direção leste-nordeste, atingiu a Louisiana e depois atravessou o sudeste dos Estados Unidos e o Meio-Atlântico. Allison foi a primeira tempestade desde a tempestade tropical Frances em 1998 a atingir a costa norte do Texas.
A tempestade causou fortes chuvas ao longo de seu caminho, chegando a mais de 40 polegadas (1 000 mm) no Texas. A pior enchente ocorreu em Houston, onde ocorreu a maior parte dos danos de Allison: 30 000 ficaram desabrigados depois que a tempestade inundou mais de 70 000 casas destruídas e 2 744 casas. O centro de Houston foi inundado por enchentes, causando sérios danos a hospitais e empresas. Vinte e três pessoas morreram no Texas. Ao longo de todo o seu caminho, Allison arrecadou $ 9 mil milhões (2001 USD, $ 13,22 mil milhões de dólares em 2020) em danos e 41 mortes. Além do Texas, os lugares mais atingidos foram Louisiana e sudeste da Pensilvânia.
Após a tempestade, o presidente George W. Bush designou 75 condados ao longo do caminho de Allison como áreas de desastre, o que permitiu que os cidadãos afetados solicitassem ajuda. Na época o quarto ciclone tropical do Atlântico mais caro e ainda o ciclone tropical do Atlântico mais caro que nunca foi um grande furacão, Allison foi a primeira tempestade tropical do Atlântico a ter seu nome retirado sem nunca ter atingido a força de um furacão.

## História meteorológica
Uma onda tropical atingiu a costa da África em 21 de maio de 2001. Ele se moveu para o oeste através do Oceano Atlântico, mantendo pouca convecção em seu caminho. Depois de atravessar a América do Sul e o sudoeste do Mar do Caribe, a onda entrou no leste do Oceano Pacífico Norte em 1º de junho. Uma circulação de baixo nível desenvolveu-se em 2 de junho, enquanto era de cerca de 230 milhas (370 km) ao sul-sudeste de Salina Cruz, México. O fluxo do sul forçou o sistema para o norte, e a onda moveu-se para o interior em 3 de junho. A circulação de baixo nível se dissipou, embora a circulação de nível médio tenha persistido. Ele emergiu no Golfo do México em 4 de junho e desenvolveu convecção profunda em seu lado oriental. No início de 5 de junho, imagens de satélite sugeriram que uma depressão tropical estava se formando no noroeste do Golfo do México, o que foi agravado por relatos de rajadas de vento de até 97 km/h (60 mph) apenas algumas centenas de pés acima da superfície, em direção ao lado leste do sistema.
Em 1200 UTC em 5 de junho, o distúrbio desenvolveu uma circulação ampla e de baixo nível e foi classificado como Tempestade Tropical Allison, a primeira tempestade da temporada de furacões no oceano Atlântico de 2001. Foi projetada alguma intensificação, embora se esperasse que fosse prejudicada pelas temperaturas frias da superfície do mar offshore. Devido à natureza de núcleo frio do centro, Allison inicialmente continha características subtropicais. Apesar disso, a tempestade rapidamente se intensificou para atingir o pico de ventos sustentados de 60 mph (95km/h), com ventos com força de tempestade tropical que se estendem até 230 milhas (370 km) a leste do centro, e uma pressão central mínima de 1000 mbar. A tempestade inicialmente se moveu muito pouco, e a presença de vários pequenos vórtices de dentro da convecção profunda dificultou a determinação da localização central exata. No final do dia, várias previsões de trajetórias diferentes surgiram. Um cenário tinha o ciclone seguindo para o oeste no México. Outro projetou a tempestade movendo-se para o leste em direção ao sul da Louisiana. Na época, notou-se que pouca chuva ou vento persistia próximo ao centro, mas sim ao norte e leste. Sob as correntes de direção de uma crista subtropical que se estendia em uma orientação leste-oeste ao longo do sudeste dos Estados Unidos, Allison enfraqueceu enquanto se aproximava da costa do Texas, e atingiu perto de Freeport, Texas, com 80 km/h (50 mph) ventos. No interior, a tempestade enfraqueceu rapidamente e o National Hurricane Center interrompeu os avisos no início de 6 de junho. Pouco depois de ser rebaixado para depressão tropical, observações de superfície mostraram uma circulação alongada com um centro mal definido, que havia reformado próximo à convecção profunda.

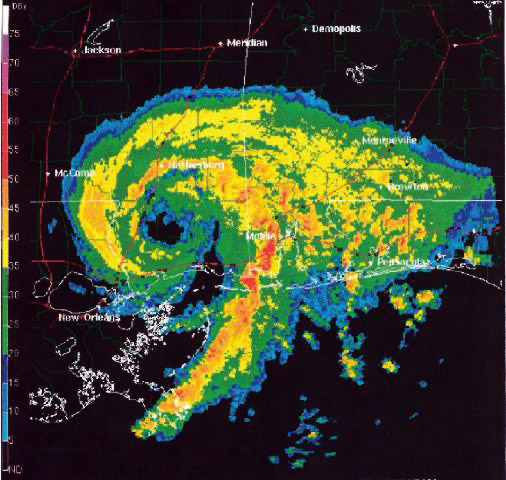
Tempestade subtropical Allison com uma característica semelhante a um olho sobre o Mississippi

A depressão seguiu para o norte até chegar a Lufkin, Texas, onde parou devido a um sistema de alta pressão ao norte. Enquanto estagnava no Texas, a tempestade causou chuvas excessivas, chegando a pouco mais de 40 polegadas (1 033 mm) no noroeste do condado de Jefferson. Em 7 de junho, a cordilheira subtropical da Flórida enfraqueceu, enquanto a cordilheira a oeste do Texas se intensificou. Isso fez com que a Depressão Tropical Allison fizesse um loop no sentido horário, e a tempestade começou a se mover para sudoeste. Quando o centro alcançou Huntsville, Texas, uma banda de chuva forte começou a voltar da Louisiana para o oeste em Liberty County, Texas, o que causou inundações adicionais. Na época, o sistema tinha uma pressão central mínima de cerca de 1004 mb e ventos sustentados máximos de cerca de 10 mph (16 km/h). No final de 9 de junho e no início de 10 de junho, os restos de Allison reentraram alcançaram o Golfo do México e emergiram em águas abertas. A baixa mais uma vez tornou-se quase estacionária em cerca de 60 mi (100 km) ao sul de Galveston, Texas, e apesar dos ventos de nível superior mais favoráveis, não mostrou sinais de reconstrução. Devido ao ar seco e ao cisalhamento moderado do vento oeste, a tempestade se transformou em um ciclone subtropical. Enquanto a depressão subtropical se movia para o leste, uma nova circulação de baixo nível se desenvolveu novamente para o leste, e Allison rapidamente atingiu a costa de Morgan City, Louisiana em 11 de junho. Quase ao mesmo tempo, o centro da superfície foi reformado para leste-nordeste de sua localização anterior, alinhando-se com a circulação de nível médio. Fortes tempestades se desenvolveram sobre a circulação e Allison se intensificou em uma tempestade subtropical no sudeste da Louisiana.  A tempestade se intensificou ainda mais para atingir ventos sustentados de 72 km/h (45 mph) e uma pressão barométrica mínima de cerca de 1000 mb perto de Mclain, Mississippi, acompanhado por um traço semelhante a um olho bem definido.

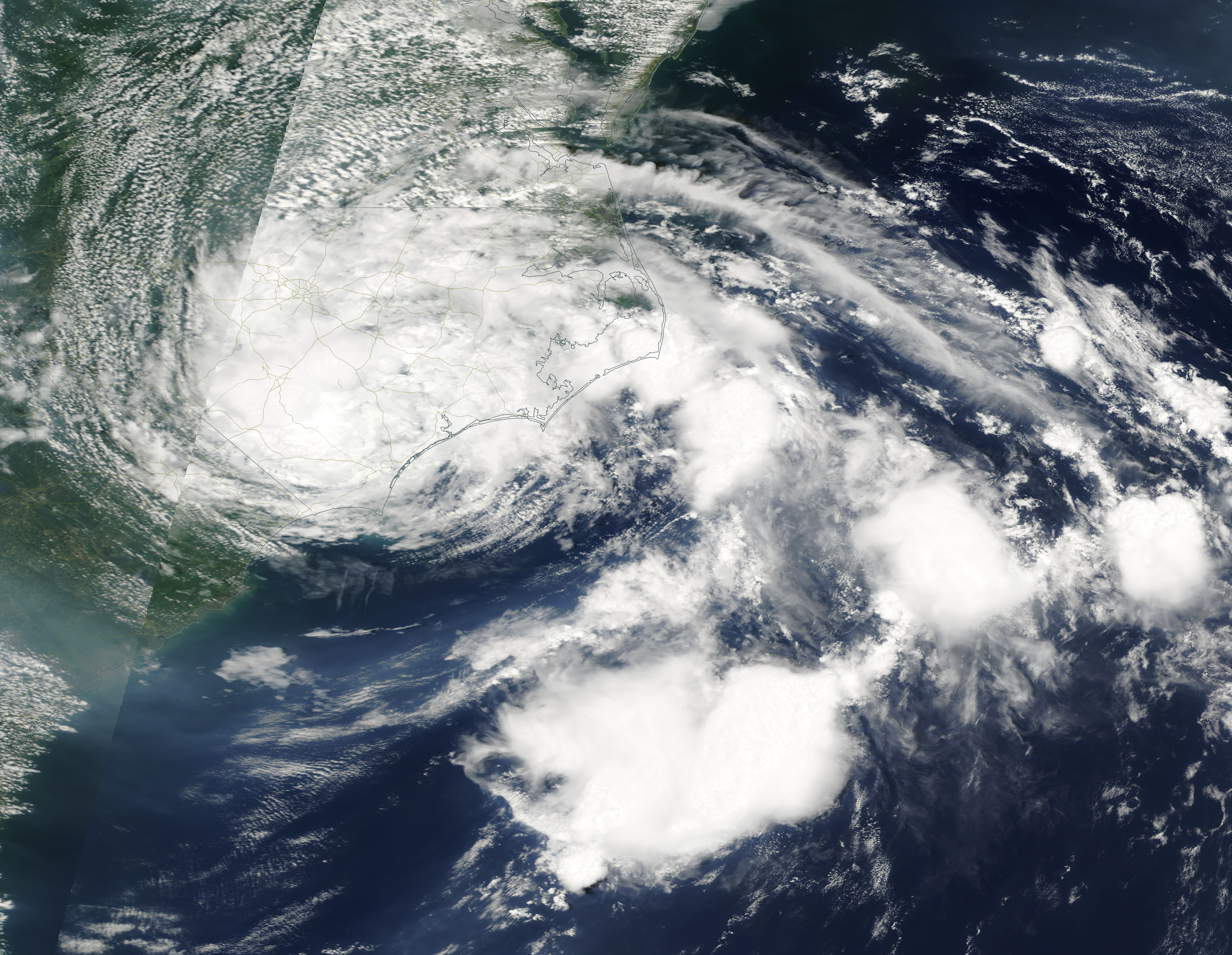
Depressão subtropical Allison sobre a Carolina do Norte em 14 de junho

A tempestade foi oficialmente rebaixada para depressão subtropical em 00:00 UTC em 12 de junho. Acelerando um pouco, a depressão seguiu para o leste-nordeste através do Mississippi, Alabama, Geórgia e Carolina do Sul antes de se tornar quase estacionária perto de Wilmington, Carolina do Norte. A depressão se espalhou pela Carolina do Norte e acelerou para o nordeste por um tempo, em resposta à aproximação de uma frente fria. Embora as imagens de satélite e radar mostrem que o sistema estava bem organizado, ele diminuiu a velocidade e se moveu erraticamente por um período de tempo, executando o que parecia ser um pequeno loop no sentido anti-horário. A tempestade começou a seguir em uma direção geralmente nordeste e cruzou para o sul da Península de Delmarva em 16 de junho. Os remanescentes subtropicais atingiram o Atlântico em 17 de junho e, embora estivessem localizados a leste de Atlantic City, Nova Jersey, os ventos começaram a se fortalecer e fortes chuvas se formaram ao norte da circulação. A baixa estava interagindo com um limite frontal e começou a se fundir com ele, pois acelerou para o nordeste em 13 mph (21 km/h). Os remanescentes de Allison foram brevemente reintensificados em uma tempestade subtropical por meio de processos baroclínicos, embora tenham se tornado extratropicais ao sul de Long Island.  Mais tarde, em 17 de junho, a baixa estava situada na costa de Rhode Island, espalhando uma faixa de precipitação sobre a Nova Inglaterra. Os remanescentes da tempestade tropical foram então absorvidos pelo limite frontal em 18 de junho e, finalmente, passaram ao sul de Cape Race, Newfoundland, em 20 de junho, onde o ciclone extratropical se dissipou.

## Preparativos
Pouco depois da formação da tempestade, as autoridades do condado de Galveston, Texas, emitiram uma evacuação voluntária para a extremidade oeste da ilha de Galveston, já que a área não era protegida pelo paredão de Galveston. A balsa da ilha para a Península Bolivar foi fechada, enquanto as evacuações voluntárias foram emitidas em Surfside, no condado de Brazoria. Quando o National Hurricane Center emitiu o primeiro comunicado sobre Allison, as autoridades emitiram avisos de tempestade tropical de Sargent, Texas, para Morgan City, Louisiana. Depois que a tempestade atingiu o continente, alertas e alertas de enchentes foram emitidos para várias áreas no leste do Texas. Durante o evento de inundação, o Serviço Nacional de Meteorologia em Houston emitiu 99 avisos de inundação com um prazo médio de 40 minutos. Com um tempo de avanço médio de 24 minutos, o Serviço Meteorológico Nacional em Lake Charles, Louisiana emitiu 47 avisos de inundação repentina. Com um tempo de avanço médio de 39 minutos, o Serviço Nacional de Meteorologia em Nova Orleans / Baton Rouge emitiu 87 avisos de inundação repentina, dos quais 30 não foram seguidos por uma inundação repentina.
Em Tallahassee, Flórida, um abrigo foi aberto um dia antes do movimento de Allison para o norte através da área, sete membros da equipe abrigando 12 pessoas. Dois outros abrigos estavam de prontidão. As equipas informaram os cidadãos do Panhandle da Flórida sobre os perigos das enchentes.

## Impacto
| Área        | Mortes |
| ----------- | ------ |
| Texas       | 23     |
| Louisiana   | 0 1    |
| Mississippi | 0 1    |
| Flórida     | 0 8    |
| Virgínia    | 0 1    |
| Pensilvânia | 0 7    |
| Total       | 41     |

A tempestade tropical Allison foi um grande desastre de inundação em todo o seu caminho do Texas ao Meio-Atlântico. A pior das enchentes ocorreu em Houston, Texas, onde mais de 35 polegadas (890 mm) de chuva caiu. Allison causou aproximadamente $ 8,5 mil milhões em danos (2001 USD), tornando-o o ciclone tropical mais caro que nunca foi um grande furacão já registado na bacia do Atlântico. A tempestade também matou 41 pessoas diretamente, incluindo 27 que se afogaram. Isso liga Allison a uma tempestade tropical em 1917 como a segunda tempestade tropical mais letal a afetar os Estados Unidos contíguos, superada apenas pela tempestade tropical da Flórida de 1925, que matou 73 pessoas.

### Texas
Combinado com ondas no topo, áreas da Ilha Galveston experimentaram uma parede de água 8 pés (2,5 m) em altura, gerando inundação ao longo da costa. A tempestade causou ventos de até 69 km/h (43 mph) no cais de Galveston. Enquanto Allison estava protelando sobre o Texas, caiu uma chuva muito forte em todo o estado. Foi relatada erosão mínima na praia. As inundações repentinas continuaram por dias, com a quantidade de chuvas em todo o estado chegando a pouco mais de 40 polegadas (1 033 mm) no noroeste do condado de Jefferson. No Porto de Houston, um total de 36,99 polegadas (940 mm) foi relatado. Houston experimentou chuvas torrenciais em um curto período de tempo. A precipitação de seis dias em Houston foi de 38,6 polegadas (980 milímetros). O Aeroporto Hobby de Houston recebeu 20,84 polegadas de chuva de 5 a 10 de junho de 2001, enquanto o Aeroporto Intercontinental Bush recebeu 16,48 polegadas. O dilúvio de chuva inundou 95 000 automóveis e 73 000 casas em todo o condado de Harris. A tempestade tropical Allison destruiu 2 744 casas, deixando 30 000 sem-teto com danos residenciais totalizando $ 1,76 mil milhões (2001 USD).
Vários hospitais do Texas Medical Center, o maior complexo médico do mundo, sofreram graves danos com a tempestade, que atingiu rapidamente e com uma fúria inesperada em uma noite de sexta-feira. O Baylor College of Medicine sofreu grandes danos, totalizando US $ 495 milhões (2001 USD, $ 643 milhão 2012 USD). A escola de medicina perdeu 90 000 animais de pesquisa, 60 000 amostras de tumor, e 25 anos de dados de pesquisa. O Centro de Ciências da Saúde da Universidade do Texas em Houston, do outro lado da rua, perdeu milhares de animais de laboratório. Em todo o Centro Médico, os danos totalizaram mais de $ 2 mil milhões (2001 USD).

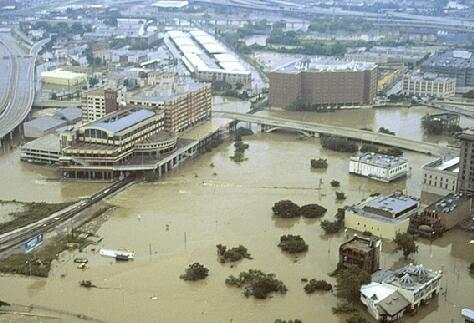
Buffalo Bayou e White Oak Bayou na Main Street após a tempestade tropical Allison atingir Houston

O sistema de túneis, que conecta a maioria dos grandes edifícios de escritórios no centro de Houston, foi submerso, assim como muitas ruas e garagens de estacionamento adjacentes a Buffalo Bayou. No Houston Theatre District, também no centro da cidade, a Houston Symphony, o Houston Grand Opera e o Alley Theatre perderam milhões de dólares em fantasias, instrumentos musicais, partituras, arquivos e outros artefatos. Por volta da meia-noite de 9 de junho, quase todas as rodovias e estradas principais da cidade estavam sob vários pés de água, forçando centenas de motoristas a abandonar seus veículos por lugares mais altos.
Apesar dos enormes danos causados pelas inundações em bairros inteiros, não houve mortes por afogamento nas casas inundadas. Na área, havia doze mortes por dirigir, seis por andar, três por eletrocussão e uma em um elevador. Em outro lugar no Texas, um homem se afogou quando nadava em uma vala em Mauriceville. Os danos totalizaram $ 5,2 mil milhões (2001 USD) em todo o Texas.

### Louisiana

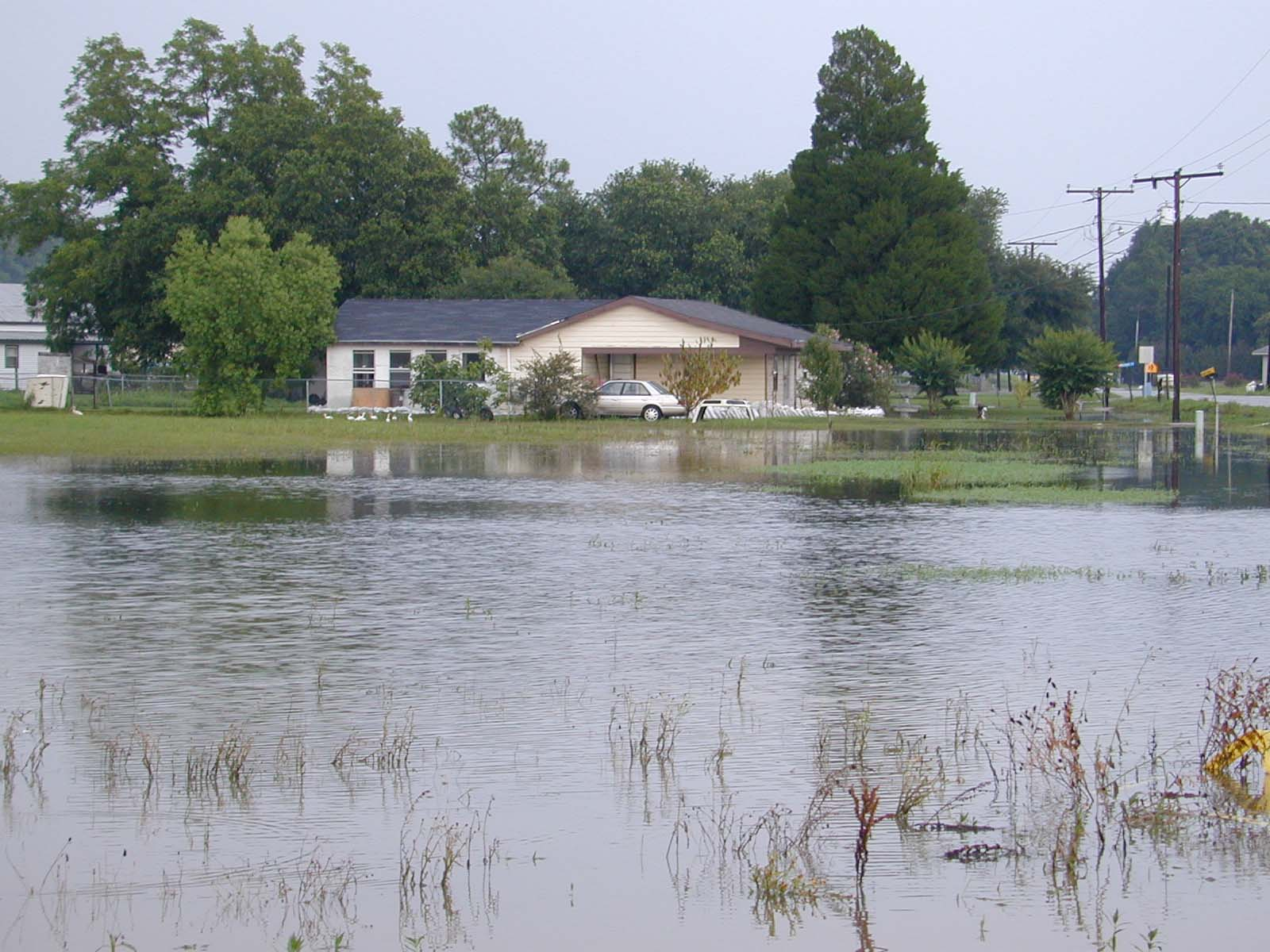
Inundações em Chackbay, Louisiana

Ao fazer seu primeiro desembarque, a grande circulação de Allison causou fortes chuvas no sudoeste da Louisiana. Dias depois, Allison atingiu o estado como uma tempestade subtropical, causando mais chuvas fortes na área. O total de chuvas atingiu o pico de 29,86 polegadas (758 mm) em Thibodaux, a maior precipitação total de um ciclone tropical na Louisiana desde outra tempestade tropical Allison em 1989. A maior parte da porção sudeste do estado teve mais de 10 polegadas de chuva (255 milímetros). Os ventos foram geralmente fracos, com pico de 61 km/h (38 mph) sustentada em Lakefront com rajadas de 85 km/h (53 mph) em Bay Gardene. A tempestade produziu uma onda de tempestade de 2,5 pés (0,75 m) em Cameron quando estava chegando ao Texas. Enquanto se movia para o norte através do Texas, as faixas externas da tempestade produziram um tornado F1 perto de Zachary, danificando várias árvores e uma linha de energia. Um homem foi morto quando uma linha de energia danificada atingiu seu caminhão.
Quando Allison atingiu o continente pela primeira vez, fortes chuvas inundaram várias casas e empresas. Pequenas rajadas de vento causaram danos menores ao telhado a 10 casas em Cameron Parish, enquanto a tempestade inundou partes da Louisiana Highway 82. Quando o sistema voltou, mais chuvas ocorreram, inundando mais de 1 000 casas na Paróquia de St. Tammany, 80 casas na Paróquia de São Bernardo, e centenas de casas em outras partes do estado. A inundação também obrigou 1 800 residentes de suas casas em East Baton Rouge Parish. O dilúvio deixou inúmeras estradas intransitáveis, enquanto o escoamento resultou em graves inundações do rio. O rio Bogue Falaya em Covington ultrapassou seu pico duas vezes, atingindo níveis quase recordes. Os rios Amite e Comite atingiram seus níveis mais altos desde 1983. Além disso, o dique ao longo do Bayou Manchac quebrou, inundando estradas e mais casas. Os danos na Louisiana totalizaram $ 65 milhões (2001 USD, $ 84 milhão 2012 USD).

### Sudeste dos estados unidos

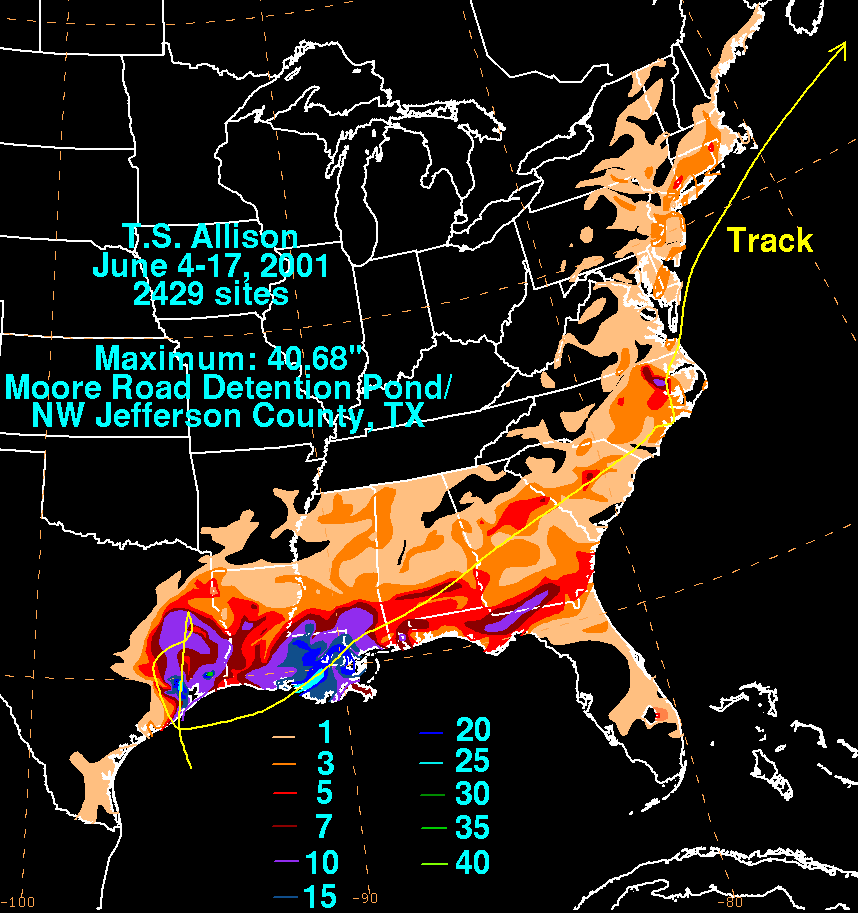
Total de chuvas de Allison

No Mississippi, Allison produziu fortes chuvas de mais de 10 polegadas (255 mm) em uma noite, enquanto algumas áreas na porção sudoeste do estado receberam mais de 15 polegadas (380 milímetros). A inundação danificou várias casas e inundou muitas estradas.  As tempestades da tempestade produziram quatro tornados, incluindo um em Gulfport, Mississippi, que danificou 10 casas. Fortes tempestades no condado de George danificaram 15 casas, destruíram 10 e feriram 5 pessoas. Danos no Mississippi totalizaram mais de $ 1 milhões (2001 USD, $ 1,3 milhão 2012 USD).    A precipitação no Alabama foi moderada, com áreas próximas a Mobile apresentando mais de 10 polegadas (255 milímetros).  Chuvas fortes fecharam várias estradas no condado de Crenshaw. A tempestade, combinada com uma alta pressão, produziu inundações costeiras no sul do Alabama. Allison produziu um tornado F0 no sudoeste do condado de Mobile que causou pequenos danos ao telhado e outro tornado F0 no condado de Covington que causou pequenos danos em seis casas e uma igreja.
A tempestade, combinada com um sistema de alta pressão, produziu um forte gradiente de pressão, resultando em fortes correntes de maré na costa da Flórida. As correntes fizeram com que sirenes, normalmente usadas para avisos de tempestades, fossem ativadas na praia de Pensacola. As correntes marítimas mataram 5 pessoas na costa da Flórida. Faixas externas de chuva causadas pela tempestade causaram fortes chuvas em todo o Panhandle da Flórida de mais de 11 polegadas (280 mm) em um dia. O Aeroporto Regional de Tallahassee registou 10,13 polegadas (257 mm) em 24 horas, quebrando o antigo recorde de 24 horas estabelecido em 1969. Em todo o estado, Allison destruiu 10 casas e 599, 196 danificados gravemente, principalmente no condado de Leon. Incluindo as mortes por correntes de ar, Allison matou oito pessoas na Flórida e causou $ 20 milhões (2001 USD, $ 26 milhão 2012 USD) em danos.
Sobre a Geórgia, a tempestade causou fortes chuvas de 10 polegadas (255 mm) em 24 horas em vários locais. O dilúvio fez com que rios passassem por suas margens, incluindo o rio Oconee em Milledgeville, que atingiu o pico em 33,7 pés (10,3 m). A chuva, que foi mais forte na parte sudoeste do estado, destruiu várias pontes e estradas e inundou muitas outras. O governador da Geórgia, Roy Barnes, declarou estado de emergência para sete condados do estado. A tempestade também gerou dois tornados. Na Carolina do Sul, as bandas externas de Allison produziram 10 tornados  e várias nuvens de funil, embora a maioria tenha causado apenas danos menores, limitados a um tribunal danificado, árvores quebradas e linhas de energia derrubadas. Allison produziu de 12 a 16 polegadas (305 a 406 mm) de chuva na Carolina do Norte, fechando quase todas as estradas no condado de Martin e danificando 25 casas. A severa inundação destruiu uma ponte no leste do condado de Halifax e inundou vários carros. Estradas molhadas causaram nove acidentes de trânsito em todo o estado.

### Atlântico Médio e Nordeste dos Estados Unidos

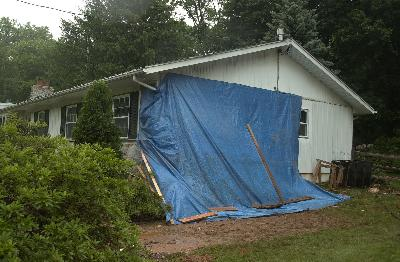
Danos causados por inundações na Pensilvânia

Na Virgínia, Allison produziu chuvas leves, com as porções sudeste e centro-sul do estado experimentando mais de 3 polegadas (76 milímetros). Uma árvore em um solo saturado caiu e matou uma pessoa. Allison também produziu um tornado no estado. Washington, DC experimentou chuvas moderadas da tempestade, totalizando 2,59 polegadas (66 mm) em Georgetown. Em Maryland, a precipitação da Depressão Tropical de Allison totalizou 7,5 polegadas (190 mm) em Denton, fechando onze estradas e causando desmoronamentos em 41 outras. A costa leste de Maryland experimentou apenas pequenas chuvas de uma a duas polegadas (25 a 50 milímetros). Os danos foram leves e nenhuma morte foi relatada. Em Delaware, a tempestade produziu chuvas moderadas, com pico de 4,2 polegadas (106 mm) em Greenwood. Nenhum dano foi relatado.
Allison, em combinação com a aproximação de um limite frontal, derrubou fortes chuvas em todo o sudeste da Pensilvânia, com pico em 10,17 polegadas (258 mm) em Chalfont no condado de Bucks e mais de 3 polegadas (76 mm) em partes da Filadélfia. A chuva fez com que os rios subissem, com o Neshaminy Creek em Langhorne com pico de 16.87 ft (5.1 m). Vários outros rios e riachos no sudeste da Pensilvânia atingiram o topo em mais de 10 pés (3 m). A chuva derrubou várias árvores fracas e linhas de energia, deixando 70 000 sem energia durante a tempestade. A inundação destruiu várias estradas e pontes, incluindo algumas linhas ferroviárias SEPTA. Além disso, a chuva destruiu 241 casas e danificou 1 386 outras. Inundações em uma concessionária Dodge totalizaram 150 veículos. Centenas de pessoas foram forçadas a ser resgatadas de prédios danificados pelas enchentes. A inundação desalojou uma secadora de roupas no porão do prédio "A" do Village Green Apartment Complex em Upper Moreland Township, interrompendo uma linha de gás natural. O vazamento de gás resultou em uma explosão e um incêndio que matou seis pessoas. Os bombeiros não puderam prestar assistência porque o prédio estava completamente cercado por enchentes. Além disso, um homem se afogou em seu veículo em um rio. Os danos na Pensilvânia totalizaram $ 215 milhões (2001 USD, $ 279 milhão 2012 USD).
Em Nova Jersey, a tempestade produziu fortes chuvas, com pico de 8,1 polegadas (205 mm) em Tuckerton. As chuvas também causaram inundações no rio, incluindo o braço norte do rio Metedeconk em Lakewood, que atingiu o pico em 8 pés (2,5 m). As enchentes, severas em alguns lugares, fecharam várias estradas, incluindo várias rodovias estaduais. Ventos fortes de até 71 km/h (44 mph) em Atlantic City derrubou árvores fracas e linhas de energia, deixando mais de 13 000 sem energia. Várias pessoas tiveram que ser resgatadas das águas altas, embora nenhuma morte tenha ocorrido no estado. O dano geral foi mínimo.
A tempestade tropical Allison causou enchentes em Nova York, caindo para 3 polegadas (75 mm) de chuva em uma hora em vários locais e com pico de 5,73 polegadas (146 mm) em Granito Springs. As chuvas também causaram inundações nos rios, incluindo o rio Mahwah, que atingiu a crista a 3.79 ft (1.2 m). A chuva de Allison danificou 24 casas e várias lojas, enquanto a enchente fechou várias rodovias importantes na área da cidade de Nova York. Os danos gerais foram leves e nenhuma morte ocorreu em Nova York devido a Allison. Da mesma forma, a precipitação em Connecticut atingiu um pico de 7,2 polegadas (183 mm) em Pomfret, fechando várias estradas e causando pequenos danos a várias casas. O rio Yantic na crista de Yantic em 11,1 pés (3,4 m),  enquanto uma estrada estadual foi fechada quando uma barragem particular em Hampton falhou devido às chuvas.  Em Rhode Island, Allison produziu até 7,1 polegadas (180 mm) de chuva em North Smithfield, destruindo várias estradas e casas e destruindo uma casa de toras em Foster.
Uma tempestade severa isolada nas bandas externas de Allison produziu um tornado F1 nos condados de Worcester e Middlesex em Massachusetts, atingindo mais de 100 árvores e danificando uma casa e um pequeno trailer. Uma micro-explosão em Leominster e outra em Shirley danificaram várias árvores. Os relâmpagos da tempestade atingiram duas casas, causando danos significativos, mas poucos em outros lugares. Allison também produziu chuvas moderadas no estado, variando principalmente de 3 a 5 polegadas (75 a 125 milímetros). A chuva causou problemas de drenagem e tráfego. Os danos em Massachusetts totalizaram $ 400 000 (2001 USD, $ 520 000 2012 USD).

## Rescaldo
Poucas semanas após o desastre, o presidente George W. Bush declarou 75 condados no Texas, sul da Louisiana, sul do Mississippi, noroeste da Flórida, e sudeste da Pensilvânia como áreas de desastre. As declarações permitiram que os cidadãos afetados recebessem ajuda para moradia temporária, reparos domésticos de emergência e outras despesas graves relacionadas ao desastre. A Federal Emergency Management Agency (FEMA) também forneceu 75% para o custo de remoção de entulhos, serviços de emergência relacionados ao desastre e reparo ou substituição de instalações públicas danificadas, como estradas, pontes e serviços públicos.

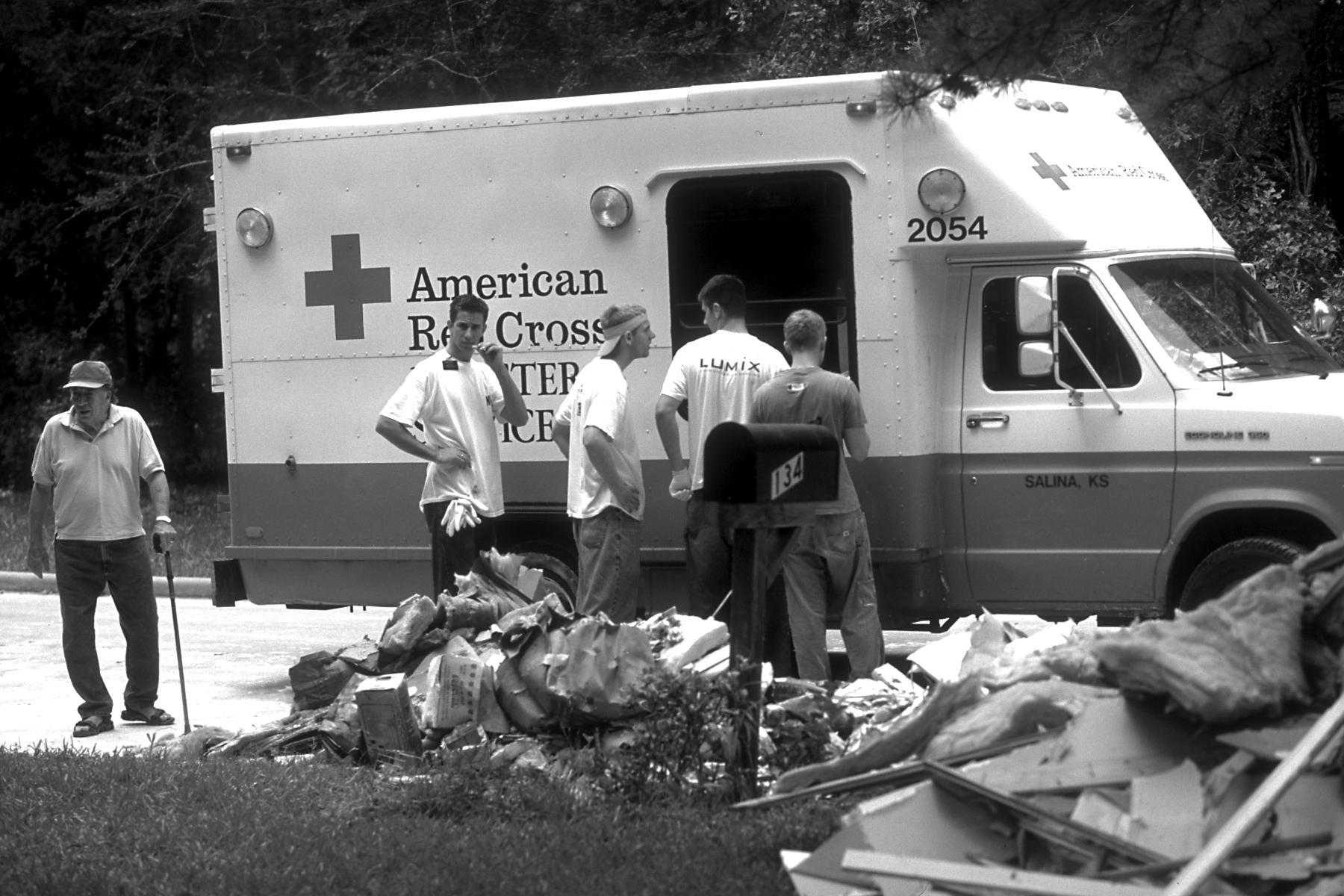
Ajuda da Cruz Vermelha Americana

Algumas semanas depois de Allison, a FEMA abriu seis centros de recuperação de desastres no sudeste do Texas, que forneceram informações de recuperação para aqueles que solicitaram assistência em desastres. A Cruz Vermelha americana e o Exército de Salvação inauguraram 48 abrigos no auge da necessidade para pessoas expulsas de suas casas, que atendiam cerca de 300 000 refeições. O National Disaster Medical System implantou um hospital temporário em Houston com 88 profissionais, ajudando cerca de 500 pessoas. Trinta e cinco serviços voluntários forneceram ajuda às vítimas das enchentes no Texas, incluindo alimentos, roupas e voluntários para ajudar a consertar as casas. Depois de quase 50 000 carros foram inundados e arruinados, muitas pessoas tentaram vender os carros em todo o país sem contar a história do carro. Após a inundação extrema, ocorreu um surto de mosquitos, embora a FEMA tenha fornecido ajuda para controlar o problema. Seis meses após a tempestade, cerca de 120 000 cidadãos do Texas solicitaram ajuda federal para desastres, totalizando US $ 1,05 mil milhões (2001 USD).
Como no Texas, um surto de mosquitos ocorreu na Louisiana. Somente pesticidas aceitáveis pela Agência de Proteção Ambiental dos Estados Unidos e pelo Serviço de Pesca e Vida Selvagem dos Estados Unidos podiam ser usados. Funcionários da FEMA alertaram os proprietários sobre os perigos das enchentes, incluindo mofo, bolor e bactérias. Três meses após a tempestade, pouco menos de 100 000 cidadãos da Louisiana solicitaram ajuda federal, totalizando mais de US $ 110 milhões (2001 USD, $ 143 milhão 2012 USD). $ 25 milhões (2001 USD, $ 32 milhão 2012 USD) do total foi para empréstimos comerciais, enquanto um adicional de $ 8 milhões foram para assistência pública a comunidades e agências estaduais. Mais de 750 vítimas de enchentes na Flórida solicitaram ajuda governamental, totalizando US $ 1,29 milhões (2001 USD, $ 1,5 milhão 2007 USD). Na Pensilvânia, 1 670 vítimas das enchentes solicitaram ajuda federal, totalizando US $ 11,5 milhões (2001 USD, $ 14,3 milhão 2012 USD). $ 3,4 milhões (2001 USD, $ 4,4 milhão 2012 USD) do total foi para substituir uma ponte ferroviária SEPTA sobre Sandy Run em Fort Washington.

### Aposentadoria
Devido aos graves danos e mortes causados pela tempestade, o nome Allison foi aposentado na primavera de 2002 e nunca mais será usado na bacia do Atlântico; a encarnação de 2001 de Allison foi o único sistema tropical atlântico a ter seu nome aposentado sem atingir a força de um furacão até que o nome Erika foi aposentado após uma tempestade em 2015. O nome foi substituído por Andrea na temporada de 2007.